# Macroposthonia annulatum
Macroposthonia annulatum är en rundmaskart. Macroposthonia annulatum ingår i släktet Macroposthonia och familjen Criconematidae. Inga underarter finns listade i Catalogue of Life.